# Campoletis congesta
Campoletis congesta là một loài tò vò trong họ Ichneumonidae.